# Дювернуа, Иоганн Георг
Иоганн Георг Дювернуа (1691—1759) — русский академик по кафедре зоологии и анатомии.
Изучал медицину в Тюбингене. По рекомендации Христиана Вольфа приглашен Л.Блюментростом при основании Академии наук в Санкт-Петербурге на кафедру анатомии. Как друг Бильфингера, противника Шумахера, вызвал неудовольствие последнего и должен был оставить академию в 1741 г.
Из привезенных из Сибири костей ископаемых Дювернуа составил скелет и доказал, что он принадлежит мамонту.
Поместил ряд статей в «академических комментариях». На русском языке напечатаны две статьи в «Кратком описании комментариев акад. наук» (1728). Немецкий перевод его статей из «Комментариев» сделан Мюллером и напечатан в сборнике: «Phisikalische u. Medicalische Abhandlungen der Ас. der Wissenschaften in Petersburg» (Рига, 1782, 83 и 85).